# لو رو ليكولين
لو رو ليكولين (بالفرنسية: Lou Roy-Lecollinet)‏ هي ممثلة فرنسية ولدت في يوم 1 اغسطس 1996 في مدينة سان مور ديه فوسيه في فرنسا، بدأت التمثيل في سنة 2015 وأبرز الأفلام التي مثلت بها هو فيلم أيامي الذهبية في سنة 2015، ترشحت بواسطته لنيل جائزة سيزار لأفعل ممثلة واعدة.

## روابط خارجية
- لو رو ليكولين على موقع IMDb (الإنجليزية)
- لو رو ليكولين على موقع ألو سيني (الفرنسية)
- لو رو ليكولين على موقع أول موفي (الإنجليزية)
- لو رو ليكولين على موقع قاعدة بيانات الأفلام السويدية (السويدية)
- لو رو ليكولين على موقع قاعدة بيانات الفيلم (الإنجليزية)
- لو رو ليكولين على موقع كينوبويسك (الروسية)